# Scrophularia lyrata
Scrophularia lyrata é uma espécie de planta com flor pertencente à família Scrophulariaceae. 
A autoridade científica da espécie é Willd., tendo sido publicada em Enumeratio Plantarum Horti Botanici Berolinensis,...645. 1809.

## Portugal
Trata-se de uma espécie presente no território português, nomeadamente em Portugal Continental.
Em termos de naturalidade é nativa da região atrás indicada.

## Protecção
Não se encontra protegida por legislação portuguesa ou da Comunidade Europeia.